# Il mondo di Angelo Branduardi
Il mondo di Angelo Branduardi è la seconda raccolta del cantante italiano Angelo Branduardi: raccoglie brani presenti negli album Alla fiera dell'est, La pulce d'acqua, Cogli la prima mela, Gulliver, la luna e altri disegni e Branduardi '81. Venne pubblicata solo per il mercato tedesco.

## Tracce
1. Musica – 5:18
2. Alla fiera dell'est – 5:26
3. Cogli la prima mela – 3:25
4. La serie dei numeri – 4:33
5. Il dono del cervo – 3:17
6. Se tu sei cielo – 3:10
7. La pulce d'acqua – 4:44
8. Il poeta di corte – 3:49
9. Gulliver – 3:57
10. Il signore di Baux – 4:29
11. Barche di carta – 4:15
12. La luna – 2:37